# Lycée de Tapiola-Sud
Le lycée de Tapiola-Sud (finnois : Etelä-Tapiolan lukio) est un lycée situé dans le quartier de Tapiola à Espoo en Finlande.

## Présentation
Fondé en 1963, le lycée de Tapiola-Sud met l'accent sur les sciences sociales et économiques, par exemple, dans les cours et les unités d'études proposés par l'école.
Les cours spécifiques à l'école montrent la spécificité de l'école secondaire supérieure.
Les cours d'études sociales, fondamentaux de l'économie publique et le cours d'études juridiques approfondies, ouvrent déjà des perspectives d'études universitaires.
Pour les étudiants qui poursuivent des études commerciales, il y a aussi des visites, par exemple, dans le secteur de l'investissement et de la banque. L'économie est proposée aux étudiants des cursus longs et courts.
Les études en entrepreneuriat (YRI) consistent en des cours impliquant avec de nombreuses matières différentes, dont l'objectif principal est de développer les compétences entrepreneuriales.

## Examen de fin d'études secondaires
En 2015 et 2014, les résultats aux examens du lycée Etelä-Tapiola ont été en moyenne les meilleurs de Finlande,.
En 2013, les résultats étaient les deuxièmes meilleurs, tandis que le lycée Ressu occupait la première place.